# John W. Gardner

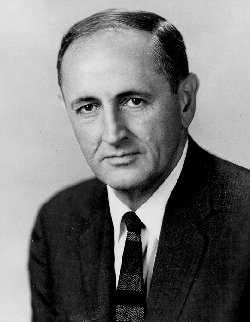
John W. Gardner

John William Gardner (* 8. Oktober 1912 in Los Angeles, Kalifornien; † 16. Februar 2002 in Palo Alto, Kalifornien) war der 6. Gesundheits-, Bildungs- und Wohlfahrtsminister der Vereinigten Staaten unter Präsident Lyndon B. Johnson. Er war auch Präsident der Carnegie Corporation und Gründer von zwei einflussreichen nationalen US-Einrichtungen: Common Cause und Independent Sector. Ferner verfasste er Bücher über die verbesserte Führung in der amerikanischen Gesellschaft und andere Themen. Gardner war auch der Gründer von zwei angesehenen Verbindungen, The White House Fellowship und The John Gardner Fellowship an der Stanford University und der U.C. Berkeley.
Gardner bekleidete das Amt als Gesundheits-, Bildungs- und Wohlfahrtsminister auf dem Höhepunkt der innenpolitischen Agenda von Johnsons Great Society Programm. Während dieser Zeit übernahm das Ministerium die riesige Aufgabe des aufkommenden Krankenversicherungssystems Medicare, das eine qualitative Gesundheitsfürsorge für Senioren brachte und die wesentliche Verbreitung des Elementary and Secondary Education Act von 1965 überwachte, das die bundesstaatliche Rolle in Bildung und zielgerichteten Unterstützung von armen Studenten neu definierte. Gardner war auch maßgeblich an der Schaffung der Corporation for Public Broadcasting beteiligt. 1970 schuf Gardner das Common Cause, die erste öffentliche non-profit Interessengruppe in den Vereinigten Staaten. Er gründete auch die Experience Corps.
1953 wurde Gardner in die American Academy of Arts and Sciences gewählt;
1964 erhielt er die Presidential Medal of Freedom.

## Bücher, Schreiben und Reden
- Excellence: Can We Be Equal and Excellent Too? (1961)
- To Turn the Tide (1962)[3]
- Self-Renewal (1964)
- No Easy Victories (1968)
- The Recovery of Confidence (1970)
- In Common Cause (1972)
- Morale (1978)
- Quotations of Wit and Wisdom (1980)[4]
- On Leadership (1990)
- Living, Leading, and the American Dream (2003)
- Uncritical Lovers, Unloving Critics (1968)[5]